# Ataenius saltae
Ataenius saltae är en skalbaggsart som beskrevs av Zdzisława Stebnicka 2007. Ataenius saltae ingår i släktet Ataenius och familjen Aphodiidae. Inga underarter finns listade.